# Washington Indoor 1977
Il Washington Indoor 1977 è stato un torneo di tennis giocato sul sintetico indoor. È stata la 6ª edizione del torneo che fa parte del Colgate-Palmolive Grand Prix 1977. Si è giocato a Washington negli Stati Uniti dal 14 al 20 marzo 1977.

## Partecipanti

### Teste di serie
| Nazionalità   | Giocatore       | Ranking | Testa di serie |
| ------------- | --------------- | ------- | -------------- |
| Svezia        | Björn Borg      | 2       | 1              |
| Messico       | Raúl Ramírez    | 5       | 2              |
| n/a           | n/a             | n/a     | 3              |
| Stati Uniti   | Brian Gottfried | 10      | 4              |
| Stati Uniti   | Stan Smith      | 16      | 5              |
| Stati Uniti   | Robert Lutz     | 20      | 6              |
| Nuova Zelanda | Brian Fairlie   | 36      | 7              |
| Stati Uniti   | Cliff Richey    | 28      | 8              |

### Altri partecipanti
I seguenti giocatori sono passati dalle qualificazioni:

- George Hardie
- Steve Docherty
- Kenneth Mcmillan
- John Whitlinger (lucky loser)

## Campioni

### Singolare maschile
Brian Gottfried ha battuto in finale  Robert Lutz con il punteggio di 6–1, 6–2

### Doppio maschile
Robert Lutz /  Stan Smith hanno battuto in finale  Brian Gottfried /  Raúl Ramírez con il punteggio di 6–3, 7–5